# Alfred Vocke
Alfred Vocke (ur. 24 kwietnia 1886 we Wrocławiu, zm. 18 lutego 1944 tamże) – niemiecki rzeźbiarz, medalier i witrażysta.
W latach 1905-10 studiował w Państwowej Akademii Sztuki i Rzemiosła Artystycznego we Wrocławiu pod kierunkiem Theodora von Gosena. W latach 1910–16 mieszkał i pracował we Wrocławiu, następnie w latach 1917-23 w Berlinie. Od roku 1923 był profesorem w Wyższej Szkole Sztuk Plastycznych w Kassel. W październiku 1933 objął stanowisko profesora w Zjednoczonych Szkołach Państwowych Sztuk Wolnych oraz Stosowanych w Berlinie, z którego cztery lata później został zmuszony do odejścia ze względu na żydowskie pochodzenie żony.
W swojej twórczości uprawiał różne formy począwszy od monumentalnych rzeźb, poprzez detal architektoniczny w postaci plakiet i ozdobnych reliefów po sztukę użytkową. W swojej pracy wykorzystywał różne materiały i techniki, rzeźbił w drewnie, kamieniu, metalu, kości słoniowej, stosował też ceramikę. Jako medalier zasłynął wykonaniem wzorów monet, które były w obiegu do końca II wojny światowej: dwu- i pięciomarkowej z widokiem poczdamskiego kościoła garnizonowego oraz dwu- i pięciomarkowej z podobizną Paula von Hindenburga.
W czasie lat spędzonych we Wrocławiu współpracował z architektami projektującymi ważne obiekty użyteczności publicznej wykonując płaskorzeźby zdobiące ich elewacje. Do jego najważniejszych dzieł zalicza się:
- 1911 – płaskorzeźba nad głównym wejściem do miejskiego szpitala-ochronki dla niemowląt przy ul. Hoene-Wrońskiego 13c
- 1912 – płaskorzeźba nad głównym wejściem do łaźni miejskiej przy ul. Curie-Skłodowskiej 1
- 1913 – płaskorzeźba nad głównym wejściem do Hali Stulecia
- 1920 – płaskorzeźba nad głównym wejściem do kaplicy Cmentarza Osobowickiego
- 1922 – rzeźba Madonna na osiołku, wykonany z brązu odlew ustawiony został w roku 1928 na skwerze przy ul Słubickiej na osiedlu Szczepin
- 1925 – portal z miniaturowymi rzeźbami przedstawicieli różnych zawodów zdobiący główne wejście do siedziby spółdzielni „Vorwärts” przy ul. Kościuszki 133

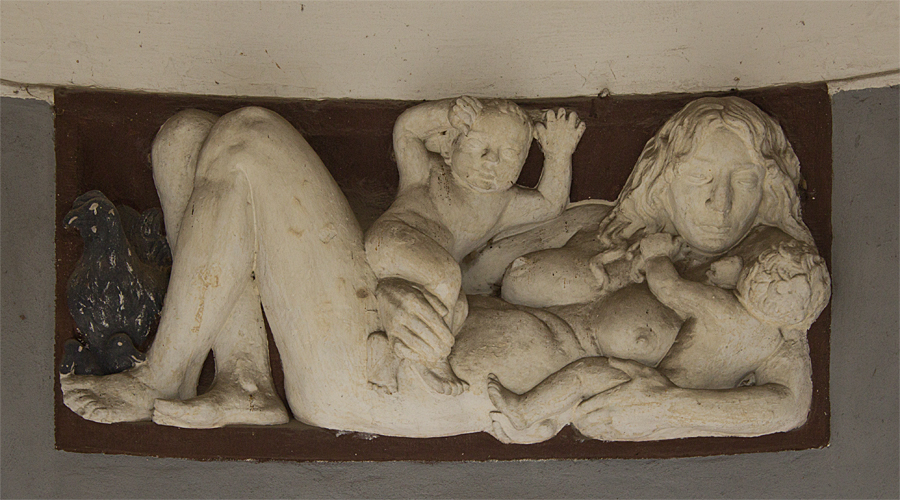
Płaskorzeźba nad głównym wejściem do miejskiego szpitala-ochronki dla niemowląt przy ul. Hoene-Wrońskiego 13c
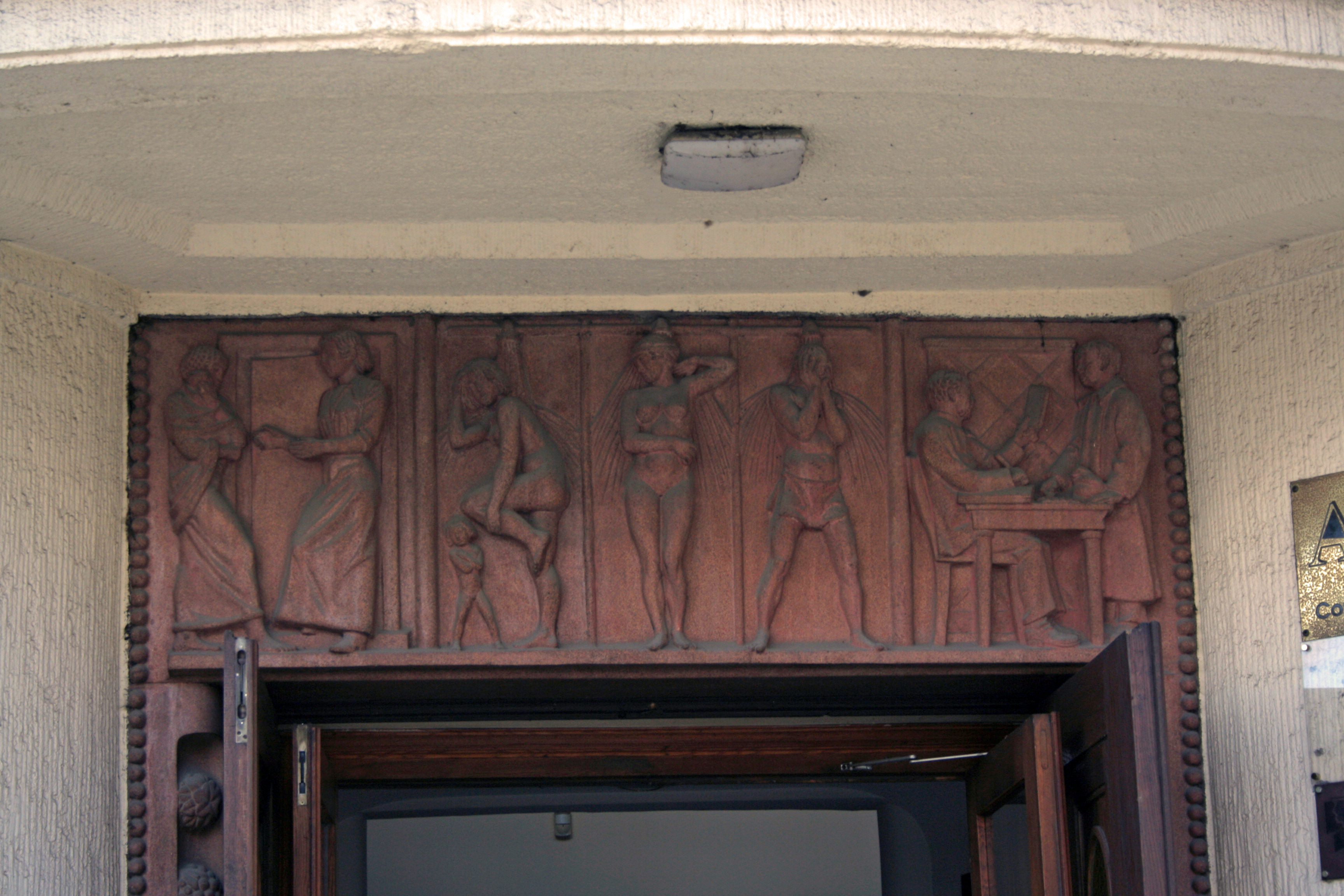
Płaskorzeźba nad głównym wejściem do łaźni miejskiej przy ul. Curie-Skłodowskiej 1
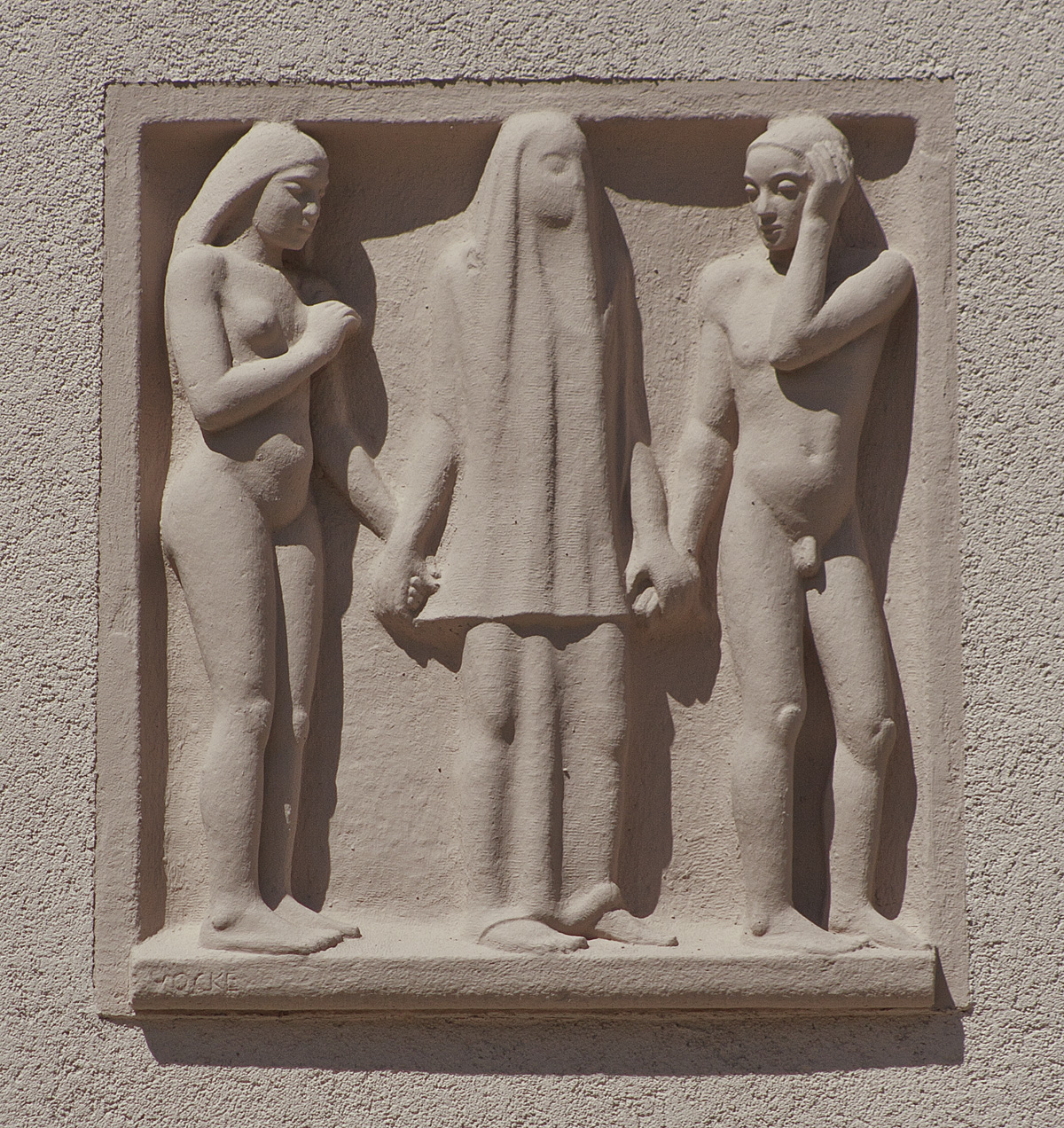
Płaskorzeźba nad głównym wejściem do kaplicy Cmentarza Osobowickiego
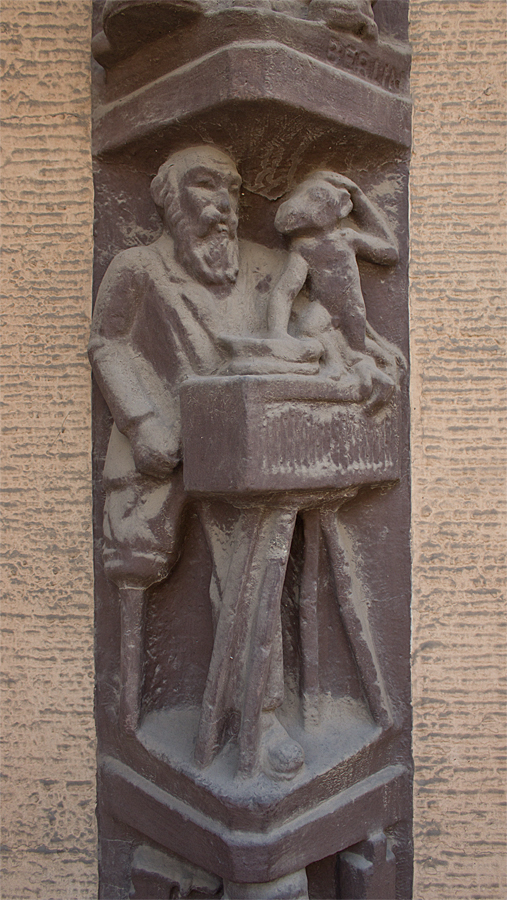
Kataryniarz z małpką – fragment portalu dawnej siedziby spółdzielni „Vorwärts” przy ul. Kościuszki 133
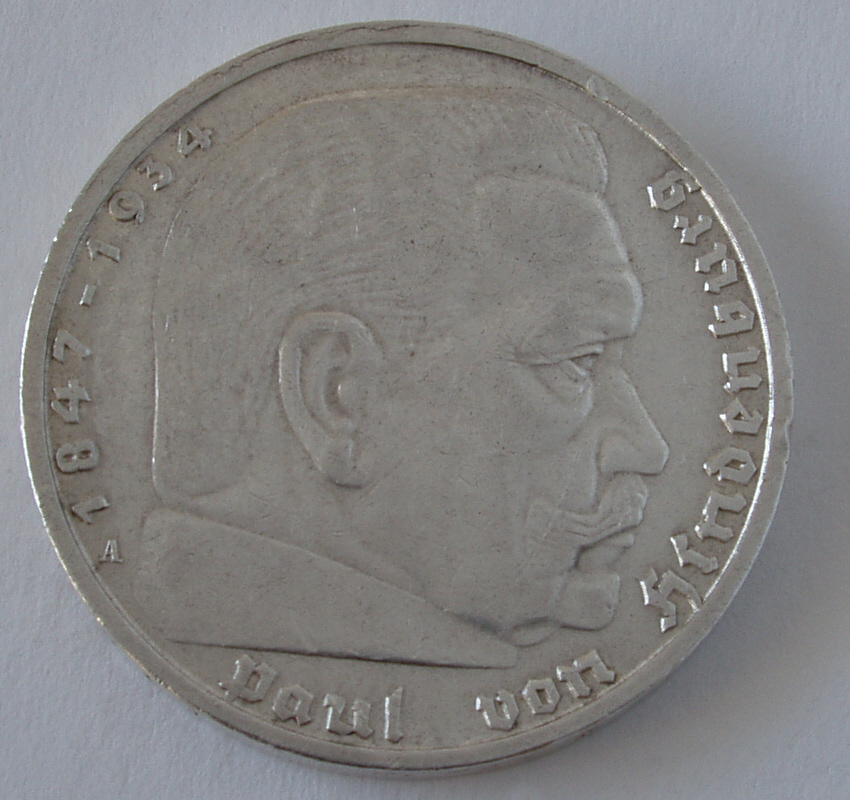
Awers monety o nominale 5 RM z roku 1938 z podobizną Paula von Hindenburga

## Literatura
- Encyklopedia Wrocławia. Wrocław: Wydawnictwo Dolnośląskie, 2006. Brak numerów stron w książce
- Rafał Eysymontt, Jerzy Ilkosz, Agnieszka Tomaszewicz, Jadwiga Urbanik (red.): Leksykon architektury Wrocławia. Wrocław: Via Nova, 2011. Brak numerów stron w książce